# Fabrizio De André + PFM - Il concerto 1978/79
Fabrizio De André + PFM - Il concerto 1978/79 è un album dal vivo postumo di Fabrizio De André pubblicato nel 2012 in edicola come seconda uscita della collana I concerti.

## Tracce

### Disco 1
1. Bocca di rosa
2. Andrea
3. Giugno '73
4. Un giudice
5. La guerra di Piero
6. Il pescatore
7. Zirichiltaggia (baddu tundu)
8. La canzone di Marinella
9. Volta la carta
10. Amico fragile

### Disco 2
1. Avventura a Durango (Romance in Durango)
2. Presentazione band (parlato di Franz Di Cioccio)
3. Sally
4. Verranno a chiederti del nostro amore
5. Rimini
6. Via del Campo
7. Maria nella bottega del falegname
8. Il testamento di Tito
9. Contestazione Roma PalaEur 1
10. Contestazione Roma PalaEur 2
11. Contestazione Roma PalaEur 3
12. Contestazione Roma PalaEur 4